# Marutea Nord
Marutea és un atol de les Tuamotu, a la Polinèsia Francesa. S'anomena Nord per distingir-lo de Marutea Sud, a la comuna de Mangareva. Administrativament depèn de la comuna de Makemo.

## Geografia
Està situat a 24 km al sud-est de Makemo i a 30 km al sud-oest de Nihiru. La superfície emergida és de 2,7 km². La llacuna, de 458 km², disposa d'un pas navegable. És deshabitat.

## Història
Va ser descobert, el 1773, per James Cook. Històricament s'ha conegut amb el nom Furneaux.